# MS&AD Insurance Group
MS&AD Insurance Group Holdings (MS&ADインシュアランスグループホールディングス株式会社 Emu Esu ando Ei Dī Inshuaransu Gurūpu Horudingusu Kabushiki-gaisha) (TYO: 8725
) er et japansk forsikringsselskab. Datterselskaber inkluderer Mitsui Sumitomo Insurance og Aioi Nissay Dowa Insurance.
MS&AD Holdings, Inc. blev stiftet i 2008 som et holdingselskab for flere flere forsikringsselskaber.